# 此花警察署
此花警察署（このはなけいさつしょ）は、大阪府警察が管轄する警察署の一つ。

## 所在地
- 大阪府大阪市此花区春日出北1丁目3番1号
  - 大阪シティバス 春日出バス停

## 管轄区域
- 大阪市此花区（住之江警察署の管轄区域を除く）

## 交番
- 春日出交番 - 大阪市此花区春日出北三丁目3番28号
- 高見交番 - 大阪市此花区高見一丁目5番17号
- 千鳥橋交番 - 大阪市此花区梅香三丁目11番1号
- 伝法交番 - 大阪市此花区伝法三丁目14番13号
- 酉島交番 - 大阪市此花区酉島五丁目7番27号
- 西九条駅前交番 - 大阪市此花区西九条一丁目33番15号
- ユニバーサルスタジオ前交番 - 大阪市此花区島屋五丁目1番161号